# Східна провінція (Конго)
Східна (фр. Orientale) — колишня провінція Демократичної Республіки Конго, розташована на північному сході країни.
Після прийняття Конституції 2005 провінція була розділена на 4 нові провінції: Ітурі, Верхнє Уеле, Чопо і Нижнє Уеле.
Населення провінції — 5 566 000 чоловік (1998). Адміністративний центр — місто Кісангані.
Більше 50 % площі провінції покрито тропічними лісами. У 1998 році в селах Дурбе і Ватса серед золотопромисловців був спалах хвороби, яку спричинює вірус Марбург. Район Ітурі був центром Ітурійського конфлікту.